# Camp ligure du Mont des Mules
Le Camp ligure du Mont des Mules est un oppidum ligure situé sur la commune de Beausoleil  dans le département français des Alpes-Maritimes. Ce camp a fait l’objet d’un classement au titre des monuments historiques depuis le 28 janvier 1939.

## Situation de l'oppidum ligure
Le camp se trouve sur la route reliant Beausoleil à La Turbie, dans le département des Alpes-Maritimes. Il a dû être construit vers 250 av. J.-C., le long de l'antique voie héracléenne, avant qu'elle soit remplacée par la Via Julia Augusta.
Le castellar est défendu par un mur en pierre sèche, en arc de cercle, qui délimite un périmètre d'environ 6 000 m².